# Poživatiny
Poživatiny jsou látky, které člověk jí. Nepatří sem léky, drogy, apod. Poživatiny se dělí na potraviny (maso, mléko, brambory, rýže) a pochutiny (čaj, káva, koření, voda). Příjem a skladba poživatin jsou u každého jedince jiné. Skladbu poživatin též určují etnické zvyky a tradice, prostředí, teplota a další ukazatele.
Lidská výživa je vědní obor a v rozvinutých zemích existují většinou vládní hygienické organizace, které sledují správné složení poživatin. Pro lidský organismus je důležitá pestrá skladba poživatin. Při jednostranné výživě se totiž objevují různé zdravotní potíže (např. pelagra).